# Jarosław Dubicki
Jarosław Dubicki (ur. 20 stycznia 1966 w Sławnie) – polski koszykarz występujący na pozycji skrzydłowego, po zakończeniu kariery zawodniczej – trener koszykarski.

## Osiągnięcia
Klubowe
- Zdobywca Pucharu Polski (1985)
- Uczestnik rozgrywek Pucharu Saporty (1996/97)
- 2-krotnie awansował do PLK z Pogonią Szczecin (1984, 1986)

Indywidualne
- Uczestnik meczu gwiazd PLK (1994)[2]